# Автошлях E871
Європейський маршрут E871 — європейський автомобільний маршрут категорії Б, що проходить по території Болгарії, Північної Македонії і з'єднує міста Софія й Куманово.

## Маршрут

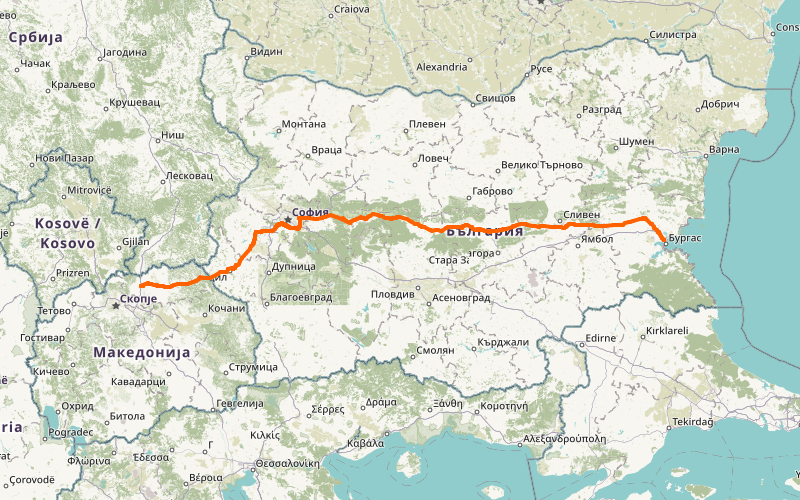
E871

- Болгарія
  - E79, E80, E83 Софія
- Північна Македонія
  - E75 Куманово